# Ngô Quốc Trinh
Ngô Quốc Trinh (chữ Hán: 吳國楨; bính âm: Wú Gúozhēn; Wade–Giles: Wu Kuo-Chen) (21 tháng 10 năm 1903 – 6 tháng 6 năm 1984) là một chính gia và sử gia Trung Hoa.

## Thời trẻ
Ngô sinh tại miền Trung Trung Hoa và trưởng thành tại Bắc Kinh, nơi cha ông đóng quân. Ông theo học tại trường trung học Nam Khai, nơi ông và Chu Ân Lai là bạn cùng khóa, và Đại học Thanh Hoa. Năm 1923, ông nhận văn bằng Thạc sĩ kinh tế học tại Đại học Grinnell và đến năm 1926 nhận học vị Tiến sĩ chính trị học tại Đại học Princeton.

## Sự nghiệp thuở đầu và đời tư
Trở về Trung Hoa năm 1926, Ngô bắt đầu sự nghiệp hành chính, đầu tiên làm nhân viên thu thuế tại Hán Khẩu (nay thuộc Vũ Hán) cho Hsia Tou-yin, một sứ quân địa phương. Năm 1931, ông kết hôn với bà Edith Hoàng, con gái ông Gene T. Hoàng. Họ có bốn người con: Eileen Hsiu Young Yu, Edith Hsiu Hwei Li, H.K. Wu và Sherman Wu. Năm 1932, ông trở thành Thị trưởng Hán Khẩu. Khi nạn lụt sông Dương Tử đe dọa thành phố năm 1936, Ngô giám sát việc xây dựng một hệ thống kênh đập lớn giúp bảo vệ thành phố.
Khi Hán Khẩu rơi vào tay quân Nhật vào tháng 10 năm 1938 trong Chiến tranh Trung-Nhật, Ngô và gia đình chạy đến Trùng Khánh. Năm 1939, Tưởng Giới Thạch bổ nhiệm ông làm Thị trưởng Trùng Khánh, ông giữ chức này tới năm 1942. Ông giữ chức Thứ trưởng Ngoại giao từ năm 1943-1945, phụ trách liên lạc với Chu Ân Lai trong mặt trận thống nhất chống Nhật. Sau khi Thế chiến II kết thúc, Ngô trở thành Thị trưởng Thượng Hải năm 1945, cho đến khi thành phố rơi vào tay quân Cộng sản Trung Hoa năm 1949. Trong lúc còn là Thị trưởng Thượng Hải, Ngô có quen biết với phóng viên Robert McCormick của tờ Chicago Tribune và vợ là Maryland. Khi tình hình Thượng Hải trở nên nguy ngập, ông cho hai con gái sang Mỹ sống với gia đình McCormick tại Illinois.

## Sau khi rời đại lục
Sau khi Chính phủ Quốc dân đảng dời ra Đài Bắc, Ngô giữ chức Chủ tịch tỉnh Đài Loan từ năm 1949-1953. Ngô nỗ lực đem lại nhiều quyền tự trị hơn cho người Đài Loan, cho phép tổ chức bầu cử một số chức vụ tại địa phương. Ngô cũng bổ nhiệm những người từng chỉ trích Trần Nghi vào chính phủ và ra sức loại trừ nạn bạo hành của cảnh sát. Ngô bị các nhân vật bảo thủ trong chính phủ Quốc dân, bao gồm Tưởng Kinh Quốc và Trần Thành chỉ trích kịch liệt. Những tư tưởng dân chủ tự do của ông và tình hình lúc đó (quân cộng sản đe dọa tấn công Đài Loan) không phù hợp.
Ngày 3 tháng 4 năm 1953, một âm mưu ám sát ông bị phát hiện. 7 ngày sau, ông bị cách chức và nhanh chóng rời Đài Loan. Cả gia đình Ngô, trừ một con trai của ông, cũng sang Mỹ. Năm 1954, sau khi người con trai còn lại rời Đài Loan, Ngô bắt đầu lên tiếng về những vấn đề nghiêm trọng trong Chính phủ Quốc dân đảng. Cùng năm, ông viết một bài báo trên tạp chí Look nhan đề "Tiền của quý vị đang đổ vào một chế độ cảnh sát trị tại Đài Loan".
Hoa Kỳ lúc đó đang cố gắng xây dựng một liên minh quân sự với chính quyền Đài Loan để ngặn chặn chủ nghĩa cộng sản. Chế độ cảnh sát trị được sử dụng để trấn áp cộng sản và chỉ kéo dài một thời gian ngắn. Không nhận được bất cứ phản hồi nào từ chính quyền Mỹ về những bài viết của mình, Ngô ở lại Mỹ, làm Giáo sư môn lịch sử Trung Hoa tại Armstrong Atlantic State University, Savannah, Georgia. Trong thời gian này, ông viết nhiều tác phẩm, bao gồm cả một quyển sách phân tích chi tiết nền văn hóa Trung Hoa trên cơ sở thần thoại và huyền sử, nhan đề The Chinese Heritage.
Ngô được nhớ tới nhờ vai trò quan trọng của ông trong việc xây dựng một Đài Loan dân chủ hiện đại và tư tưởng chống cộng, cũng như những phát ngôn chống lại Quốc dân đảng và sự bất đồng với Tưởng Kinh Quốc vốn chịu ảnh hưởng của Liên Xô.